# 应急车辆

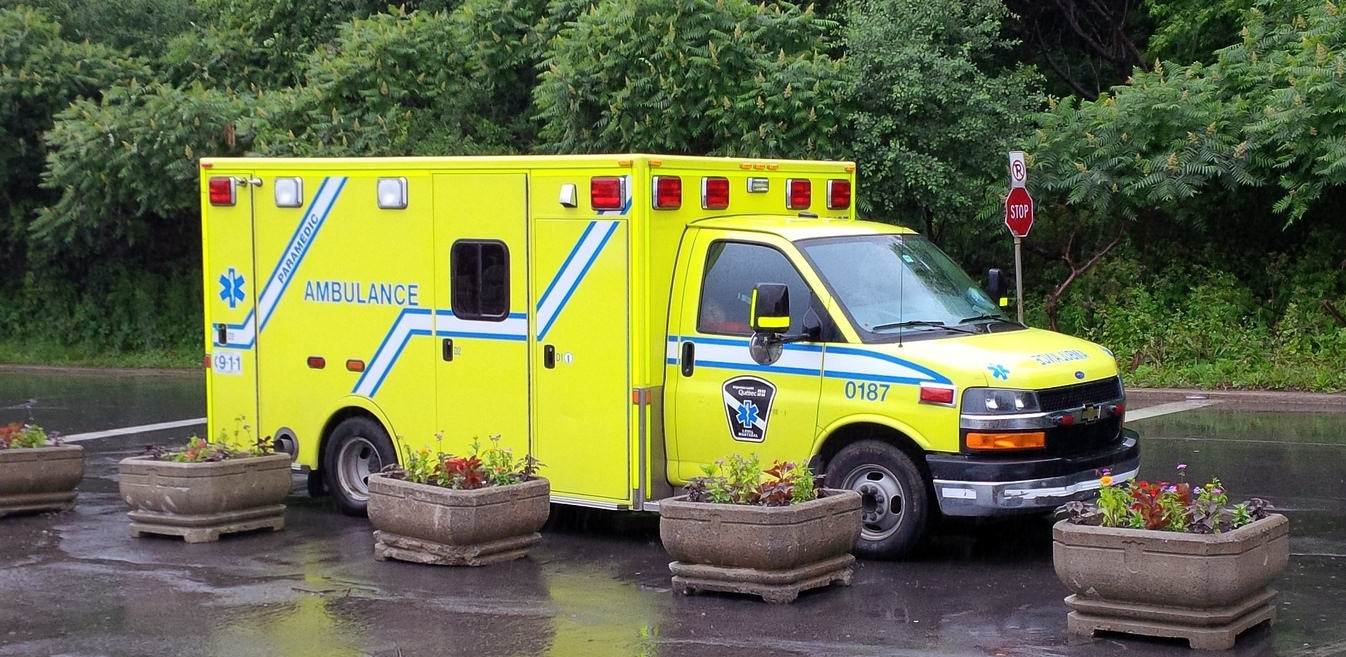
加拿大蒙特利尔的救护车

应急车辆，也称为救援车辆或防护车辆，是市政緊急服務部門用来處置緊急事故的车辆。这些车辆通常由政府下轄的機構运营，但也可能由法律特别授权的非政府组织和商业公司運營。应急车辆可能不受某些常规道路规则的约束，以便在尽可能快的时间内到达目的地，例如在红绿灯时驶过十字路口或超速行駛。然而，在美国的一些州，如果紧急车辆的司机非常鲁莽且无视他人安全，其他人仍然可以起诉该司机。 

## 类型
有许多类型的紧急车辆或飛機，如：
- 执法
  - 警察車輛
  - 警用摩托车
  - 警用厢型车
  - 海關車輛

- 消防
  - 消防车
  - 消防飛機

- 医疗
  - 急救飛機
  - 救护车

- 其他
  - 拖吊車